# Theater of Salvation
Theater of Salvation е четвъртият студиен албум на германската пауър метъл група Едгай, издаден през 1999 г. Той е първият с барабанист Феликс Бонке и басист Тобиас Ексел.
Албумът достига 50-о място в шведската класация на албуми. 

## Списък с песните
Акомпанимент: Тобиас Замет, освен където е отбелязано друго. Всички текстове са на Замет.
1. „The Healing Vision“ – 1:11
2. „Babylon“ – 6:09
3. „The Headless Game“ – 5:31
4. „Land of the Miracle“ – 6:32
5. „Wake up the King“ – 5:43
6. „Falling Down“ – 4:35
7. „Arrows Fly“ (Замет, Йенс Лудвиг) – 5:03
8. „Holy Shadows“ – 4:30
9. „Another Time“ – 4:07
10. „The Unbeliever“ (Замет, Лудвиг) – 5:47
11. „Theater of Salvation“ – 12:25

Бонус песни на изданието за японския пазар
1. „For a Trace of Life“ – 4:13
2. „Walk on Fighting“ (live) – 5:40
3. „Fairytale“ (live) – 6:22

## Персонал
Членове на групата
- Тобиас Замет – вокали и беквокали, клавишни
- Йенс Лудвиг – китара, беквокали
- Дирк Зауер – ритъм китара, беквокали
- Тобиас Ексел – бас китара
- Феликс Бонке – барабани

Допълнителни музиканти
- Франк Тишер – пиано и клавишни
- Даниел Галмарини – пиано на „Another Time“
- Маркус Шмит, Ралф Здиарстек, Марк Лаукел, Уве Рупел, Тимо Рупел – беквокали

Продуценти
- Норман Майриц, Франк Тишер – инженери
- Мико Кармила – миксиране
- Бернд Щайнведел – мастериране
- Адриан Малеска – дизайн на обложката